# Claude Goretta

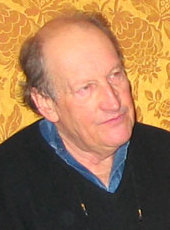
Goretta im Jahr 1991

Claude Goretta (* 23. Juni 1929 in Genf, Schweiz; † 20. Februar 2019 ebenda) war ein Schweizer Filmregisseur und Fernsehproduzent.

## Leben
Claude Goretta wurde als Nachkomme piemontesischer Einwanderer und einer aus Pforzheim stammenden Mutter in der Stadt Carouge geboren. Er wuchs im Quartier Saint Jean im benachbarten Genf auf. Von Jugend an wollte er Filmemacher werden. Claude Goretta studierte zunächst an der Universität Genf Rechtswissenschaften. 1951 gründete er dort den Ciné-club universitaire (CCU), der für das Filmschaffen in der Westschweiz wichtige Impulse gab. 1955 folgte er dem Ruf seines Freunds Alain Tanner, mit dem (und dem Fotografen Jean Mohr) er schon den CCU geleitet hatte, nach London. Als Jurist dachte er an eine Dissertation zum Einfluss des Films auf jugendliche Delinquenz. Beim British Film Institute (BFI) und am National Film Theatre (NFT) hatten die beiden Freunde Kontakt zu massgebenden Exponenten des Free Cinema – Lindsay Anderson, Tony Richardson und Karel Reisz. Ebenso fanden sie dort ein Auskommen. Beeinflusst vom Realitätsanspruch der Engländer wie des italienischen Neorealismus, debütierten Goretta und Tanner dank einem Fonds des BFI im Londoner Kurzfilm «Nice Time». Der Film ist eine über viele Wochenenden teils mit versteckter Kamera gedrehte poetische Impression vom nächtlichen Treffpunkt am Piccadilly Circus; 1957 wurde er am Festival von Venedig preisgekrönt.

### Beim Westschweizer Fernsehen TSR
Mit Frau und Tochter nach Genf zurückgekehrt, konnte Goretta 1957 durch Vermittlung von Jean-Jacques Lagrange als dessen Assistent seine vielseitige Karriere beim jungen Westschweizer Fernsehen beginnen. Auch mit dem Ziel Kinofilm vor Augen, wollte er das Fernsehen später nie als Abstellgleis, als «voie de garage» verstanden wissen. Als prägend erwie sich ihm in den 1960er Jahren die ästhetisch-technologische Entwicklung des Dokumentarfilms zum Direct Cinema mit leichten, geräuschlosen Kameras (Coutant) und Synchronton (Nagra), welcher sein Arbeitgeber aufgeschlossen gegenüberstand. Für die Télévision Suisse Romande (TSR) reiste Goretta rund um den Globus, von Feuerland bis nach Indien. Er war Mitbegründer und ein Jahrzehnt lang Redaktor und Realisator der damaligen Genfer Leuchtturmsendung Continents sans visa und wurde zum profilierten Reporter, Dokumentarfeuilletonisten und Porträtisten. Zustatten kam ihm, dass in Genf zur gängigen Equipe Journalist / Kameramann / Tontechniker als Vierter massgebend der Filmgestalter (réalisateur) gehörte. Etliche von Gorettas kleinen Features – etwa über Venedigs Gondolieri im Winter, über das harte Los spanischer Saisonniers in Genf, den nächtlichen Untergrund Neapels – zeugen bereits von einer poetisch-realistischen filmischen Sichtweise. Das halbstündige Portrait des Jungstars Johnny Hallyday wurde zu einem ersten Höhepunkt («Un roi triste», 1966). Bei der TSR arbeitete Goretta auch als Regisseur der damaligen Live-Theateradaptationen im Studio (Dramatiques) sowie als Autor von Fernsehfilmen (Téléfilms). Erste grössere Visitenkarten in der Fiktion sind sein abendfüllender «Jean-Luc persécuté» (1966), nach Charles Ferdinand Ramuz’ Wallis-Roman, sowie die Komödie «Le jour des noces» (1971) nach der Novelle «Une partie de campagne» von Guy de Maupassant.
Die Tätigkeit bei der TSR öffneten Goretta die Türen zum französischen ORTF, wo er bald hohes Ansehen genoss. Hier realisierte er, teilweise in Koproduktion mit der TSR, nun auch einfühlsame längere Porträts: «Micheline, six enfants, allée des Jonquilles» (1967, über eine sechsfache Mutter in Nanterre), «Un employé de banque» (1968), «Une femme de marin-pêcheur» (1968). «Être pèlerin à Lourdes» (1969). Deutlich wurde ihm, wie in jedem Porträt eine Erzählung steckt: «Il y a toujours un récit quand on fait le portrait de quelqu’un».
Im Bewusstsein seines Herkommens von Immigranten, wurzelt Gorettas filmisches Ethos in der Begegnung mit dem Anderen, mit dem Fremden: «Il y a toujours un émigrant quelque part dans mes films. Quelqu’un qui est un peu marginal par rapport à la société.» Dass das dokumentarische Porträt dabei zur Erzählung und damit letztlich zur Fiktion tendiert, wurde ihm zum Problem: Gestaltender Autor eines von ihm beobachteten Lebens zu werden, berührt die Grenzen der Aufrichtigkeit, ist «à la limite de l’honnêteté». In «Le temps d’un portrait» (1971) mit dem Chansonnier Julien Clerc ist das Dilemma auf persönliche Art verarbeitet. Einer der Aspekte für Gorettas Hinwendung zum Kinospielfilm lässt sich hier ausmachen.

### Kino-Spielfilme und Auszeichnungen
Mangels einer tragfähigen einheimischen Filmindustrie gelang es Claude Goretta, Alain Tanner, Michel Soutter, Jean-Louis Roy und Jean-Jaques Langrange (später Yves Yersin) um 1968, das Fernsehen TSR weniger als Koproduzentin, denn – bei hälftigem finanziellem Engagement – als eine Art Vorkäufer von persönlich geprägten Kino-Spielfilmen lokalen und nationalen Charakters zu gewinnen. Das unter dem Label Groupe 5 entwickelte Modell begründete den Ruhm des Westschweizer Spielfilms namentlich der drei Genfer Tanner, Soutter und Goretta. 1973 gewann Goretta in Cannes für seine Sittenkomödie «L’invitation» einen Jurypreis und erste internationale Aufmerksamkeit.
Gelten Soutter als der Poet und Tanner als der politische Kopf des Groupe 5, gilt Goretta als dessen Ethnograf und Psychologe, der dem leisen Schwindel, den Sehnsüchten und Beschädigungen seiner Protagonisten in ihrer sozialen Prägung nachspürte. Seine Filme, in denen Ironie und Komik nicht die Menschen, sondern deren Lebensverhältnisse denunzieren, erzählen von den Eruptionen im Alltag der sogenannten kleinen Leute, unter dem die folie, die Verrücktheit lauert. Der Titel des Kinoerstlings ist programmatisch: «Le fou» (Der Verrückte, 1970); das Werk erhielt den Preis der Schweizer Kritiker Vereinigung als Bester Schweizer Film des Jahres. Hier bereits klingen thematische Konstanten von Gorettas künftigem Werk an: Menschen, die (zumindest auf Augenhöhe) «kein Rendez-vous mit der Geschichte haben», wie Goretta seinen Freund und Mentor, den Genfer Literaten Georges Haldas, gerne zitiert hat. Im Weiteren: Kränkung, Schweigen und Verschweigen, Klassenfragen, die Macht des Geldes, Männer und Frauen, der Unterschied von Recht und Gerechtigkeit.
Nach «Le fou» folgten, nun durchwegs in Koproduktion mit Frankreich, die Spielfilme «L’invitation» (Die Einladung, 1973), «Pas si méchant que ça», «La dentellière» , «La provinciale», «La mort de Mario Ricci», «Si le soleil ne revenait pas», um die Wichtigsten zu nennen. Goretta erweist sich darin auch als eminenter Schauspielerregisseur. «La dentellière» (Die Spitzenklöpplerin) mit der damals noch kaum bekannten Isabelle Huppert wurde 1977 wiederum in Cannes preisgekrönt. Ebenfalls noch kaum bekannte Talente wie Gérard Depardieu und Marlène Jobert in «Pas si méchant que ça» (1974) oder auch Nathalie Baye in «La provinciale» (1980) setzten bei Goretta frühe Höhepunkte ihrer Karrieren. Neben einer Gruppe von Stammschauspielern wie in mehreren Rollen namentlich François Simon («Le fou», «L'invitation», «Les chemins de l’exil ou Les dernières années de Jean-Jacques Rousseau», 1980) und Maurice Garrel («Jean-Luc persécuté», 1966) arbeitete Goretta mit Stars wie Charles Vanel («Si le soleil ne revenait pas», 1987) oder Jacques Villeret in «Le dernier été» (1997). Für seine Rolle in «La mort de Mario Ricci» (Der Tod des Mario Ricci, 1983) wurde Gian Maria Volontè als bester Darsteller in Cannes geehrt.
Die Georges-Simenon-Verfilmung «Le rapport du gendarme» (Der Bericht des Polizisten) war 1987 Preisträger beim Monte Carlo Festival. Die Maigret-Filme mit Bruno Cremer in den frühen 1990ern wurden äusserst populär und machten Goretta einem breiteren Publikum bekannt.

### Spätwerk
Vornehmlich private Gründe liessen Goretta in seiner zweiten Lebenshälfte in Frankreich vermehrt zum Fernsehen zurückfinden: mit markanten Porträtfilmen französischer Politiker wie zu dem unter dem Vichy-Régime ermordeten Georges Mandel («Le dernier été») oder zum Front populaire-Politiker Léon Blum, zuletzt zu Jean-Paul Sartre und Simone de Beauvoir. Literaturadaptationen, mehrfach von Georges Simenon (unter anderen in der Kommissar-Maigret-Serie mit Bruno Cremer), prägten die Schaffenszeit dieser letzten Jahre. Nach Anton Tschechow haben ihn neben Pascal Lainé Fjodor Dostojewski, Pierre Véry, Italo Svevo oder der Flame Hugo Claus zu Filmen inspiriert. Im Bereich der Musik hat Goretta Monteverdis «Les vêpres de la Vierge» und in der Römer Cinecittà eine Filminszenierung des «Orfeo» realisiert. Im Spätwerk der fictions, doch ebenso in einem dokumentarischen Doppelfilm über den später ermordeten Mafiajäger Giovanni Falcone («Les ennemis de la Mafia», 1988), gewannen mehr und mehr politisch existenzielle Fragen nach der Treue zu sich selbst, nach dem Zivilcourage an Gewicht, ebenso die herausfordernde Dialektik von Erkennen und Handeln. In F. Scott Fitzgeralds Essay «The Crack» fand Goretta diese auf den Punkt gebracht und er hat sie gerne zitiert: «Man wäre imstande zu sehen, dass die Dinge hoffnungslos liegen, und dennoch fest entschlossen, sie zu ändern».
2010 erhielt er bei den Verleihungen der Quartz-Filmpreise den Ehrenpreis für das Gesamtwerk. Nach langen Jahren der Krankheit starb Claude Goretta am 20. Februar 2019 in Genf. Sein Grab befindet sich auf dem Prominentenfriedhof Cimetière des Rois.

## Filmografie
- 1957: Nice Time (Kurzfilm, gemeinsam mit Alain Tanner)
- 1966: Jean-Luc persécuté – nach Charles Ferdinand Ramuz (TV)
- 1968: Vivre ici (TV)
- 1970: Der Verrückte (Le fou)
- 1971: Hochzeit im Grünen (Le jour des noces) – nach Guy de Maupassant (TV)
- 1971: Le Temps d’un portrait (TV)
- 1973: Die Einladung (L’invitation)
- 1975: Ganz so schlimm ist er auch nicht (Pas si mechant que ça)
- 1975: Passion et mort de Michel Servet (TV)
- 1977: Die Spitzenklöpplerin (La dentellière) – nach Pascal Lainé
- 1978: Flucht ins Exil (Les chemins de l’exil ou Les dernières années de Jean-Jacques Rousseau) (TV)
- 1980: Die Verweigerung (La provinciale) – mit Nathalie Baye, Bruno Ganz, Angela Winkler
- 1983: Der Tod des Mario Ricci (La mort de Mario Ricci) – mit Gian Maria Volontè
- 1985: Orfeo
- 1987: Wenn die Sonne nicht wiederkäme (Si le soleil ne revenait pas) – nach Ramuz
- 1988: Les ennemis de la mafia (TV)
- 1991: Maigret et la grande perche – nach Georges Simenon – mit Bruno Cremer (TV)
- 1992: L'ombre
- 1993: Maigret und die Keller des Majestic (Maigret et les caves du Majestic) – nach Simenon (TV)
- 1993: Goupi mains rouges – nach Pierre Véry (TV)
- 1994: Der Kummer von Flandern (Le chagrin des Belges) – nach Hugo Claus (TV)
- 1995: Maigret hat Angst (Maigret a peur) – nach Simenon (TV)
- 1996: Le dernier chant – frei nach Italo Svevos «Novella del buon vecchio e della bella fanciulla» (TV)
- 1996: Vivre avec toi – frei nach Dostojewskis Novelle «Die Sanfte» (TV)
- 1997: Der letzte Sommer (Le dernier été) (TV)
- 2001: Léon Blum. Thérèse et Léon (TV)
- 2004: La fuite de Monsieur Monde – nach Simenon (TV)
- 2006: Sartre, l’âge des passions (TV)